# Пещера Бивер-Валли
Пещера Бивер-Валли (англ. Beaver Valley Rock Shelter Site) — единственная официально признанная пещера в американском штате Делавэр и одна из самых исследуемых В США относительно размера. Она расположена в округе Нью-Касл, недалеко от Уилмингтона и в 100 футах от границы штата с Пенсильванией. Протяженность пещеры — 56 футов до крайней точки.

## История
Вплоть до середины XX века, несмотря на многочисленные исторические свидетельства того, что пещера была убежищем для индейцев племени делавэр, Национальное спелеологическое общество утверждало, что Делавэр — единственный штат в США, где не было пещеры. Только в 1940-х годах Археологическое общество Делавэра провело раскопки, окончательно доказавшие, что местные племена использовали её.  
В 1958 году местный житель Джордж Джексон добавил эту пещеру в национальные файлы пещер. В 1978 году Бивер-валли было внесено в Национальный реестр исторических мест. 
Пещера фигурирует в фильме «Общество мёртвых поэтов»: её ученики выбрали местом встреч для своего общества. Сцены с пещерой были составлены из кадров парка Баннинг в Уилмингтоне и Бивер-Вэлли, а внутреннюю обстановку воссоздали в виде декорации для студийных съёмок. 